# اجیهالی، اتارا کانادا
اجیهالی، اتارا کانادا (به انگلیسی: Ajjihalli, Uttara Kannada) یک منطقهٔ مسکونی در هند است که در کارناتاکا واقع شده‌است.